# WhatsUp Gold
WhatsUp Gold (WUG) представляет собой программу для сетевого управления и мониторинга программного обеспечения, разработанную Ipswitch, Inc. Основанная в 1991 году, Ipswitch, Inc является частной компанией с штаб-квартирой в городе Лексингтон, штат Массачусетс.
WhatsUp Gold осуществляет комплексное управление как физическими, так и виртуальными сетями, системами и приложениями, а также мониторинг и управление журналами.

## Обзор WhatsUp Gold
Основные свойства WhatsUp Gold:
- Обнаружение — автоматическое обнаружение всех ресурсов (сетевых устройств, систем и их взаимосвязей) и построение топографической карты подключений с использованием сетевых технологий 2/3 уровня, в том числе ARP, SNMP, ICMP, SSH, LLDP, WMI, Telnet и т. д.
- Отображение — полное отображение сети и автоматическое создание топологической карты 2/3 уровня с видимостью физических и IP-соединения, в том числе VMware и VLAN-информации.
- Мониторинг — отслеживание состояния и доступности сети, систем и приложений инфраструктуры с помощью активных и пассивных технологий мониторинга; своевременное оповещение с помощью SNMP-ловушек и Syslog сообщений от сетевых устройств
- Оповещение — единая панель с предупреждениями со всей инфраструктуры (проблемы с производительностью, перегрузки трафика, ошибки в конфигурации и т. д.); многоуровневая эскалация оповещений
- Построение отчетов — стандартные и настраиваемые отчеты обеспечивают полный обзор состояния сетевой инфраструктуры

## Награды
- Network Management Product of the Year, 2012 — Network Computing Awards[2]
- PC Magazine Editors' Choice Award, 2012 — WhatsUp Gold v16[3]
- Global Excellence Award, 2012 — Info Security Products Guide[4]
- Best Software Product of the Year, 2011 (WhatsUp Gold Premium) — IT Pro Awards[5]
- Network Management Product of the Year, 2010 — Network Computing Awards[6]